# Letalski center Maribor
Letalski center Maribor (kratica LCM) je najstarejši motorni slovenski aeroklub, ki deluje na letališču Maribor. Ustanovljen 20. decembra 1927 pod imenom: »Naša krila«. Temeljna dejavnost LCM je letalska šola od leta 1928. V svoji zgodovini je nosil več imen: Naša krila, Aeroklub Maribor, Aeroklub Žarko Majcen od leta 1967 pa je dobil ime, ki ga nosi še danes: Letalski center Maribor. Danes je Letalski center Maribor vodilni velik slovenski letalski klub glede na: letalski kader, velikost flote, kapacitete letalske šole, število članov kluba, enakopravnost med člani, velikost organizacije in število različnih dodatnih aktivnosti. LCM je poznan po protitočni letalski obrambi, ki jo izvaja od leta 1983. Letno se v LCM odleti okoli 3.500 ur in opravi 10.000 poletov. 

## Organizacija
LCM ima v svoji organizaciji več sekcij in organizacij.
Sekcije v LCM so:
- Motorna sekcija, temelji na letalih generalne aviacije certificiranih po EASA CS-23 do 5700 kg. Operira z 2, 4 in 6 sedežnimi enomotornimi in dvomotornimi ameriškimi letali. Izvaja letenje po pravilih: VFR, NVFR, SVFR, IFR. Piloti imajo licence: EASA PPL(A), EASA CPL(A), EASA ATPL(A), s CPL in ATPL piloti je strokovni temelj evropske letalske šole in komercialnih letalskih operacij ter temelj za razvoj mladih profesionalnih kadrov v letalstvu.
- Ultralahka sekcija, temelji izključno na 2 sedih letalih v skladu z nacionalnim predpisom: Pravilnik o ultralahkih letalnih napravah UL do 600 kg. Izvaja letenje izključno po pravilih: dnevnega VFR. Sekcija omogoča najcenejše letenje na motorni pogon. Piloti imajo licence: nacionalno slovensko dovoljenje UL.
- Jadralna sekcija, temelji na jadralnih letalih certificiranih po EASA CS-22. Operira z 1 in 2 sedežnimi jadrilicami. Izvaja letenje po pravilih dnevnega VFR. Piloti imajo licence EASA SPL.
- Padalska sekcija, temelji na nacionalnih predpisih. Padalci imajo nacionalne licence PL.

Poleg sekcij ima LCM še dve letalski šoli in letalski servis ter kot edini v Sloveniji izvaja letalsko obrambo proti toči. 
Organizacije LCM so:
- EASA ATO Letalski center Maribor, EASA Approved Training Organisation SI.ATO.014, Evropsko akreditirana letalska šola, je temeljna dejavnost celotne organizacije in osnova za dolgoročno kadrovsko stabilnost celotnega LCMa z nosilci CPL in ATPL licenc.
- EASA AMO Aero center Maribor d.o.o., EASA Approved Maintenance Organization Part 145 SI.145.15, Evropsko akreditiran letalski servis.
- Nacionalna letalska in padalska šola, deluje v skladu z nacionalnimi predpisih za ultralahko letenje in padalstvo.
- Obramba Proti Toči OPT, EASA SPO Specialised Operations, OPT izvaja cloud seeding operacije posipavanja CB, TCU oblakov s srebrovim jodidom, uporablja se Cessna TU206G Turbo Stationair II.[2][4]

## EASA Letalska šola

#### Leta 1928 - Pričetek delovanja letalske šole
3. marca 1928 so se izvedla prva predavanja, kar velja tudi za začetek delovanja letalske šole. Letalska šola je vedno igrala ključno vlogo pri delovanju aerokluba, saj je letalstvo odvisno od tehnike, tej pa morajo streči poklicno izobraženi ljudje. V svoji zgodovini je v motornem delu šole proizvedla veliko profesionalnih pilotov, ki so delovali tako v vojaškem kot v civilnem letalstvu. 

#### EASA letalska šola danes
Letalska šola v svoji sodobni obliki neposredno nadaljuje tradicijo usposabljanja pilotov, širjenja tehnične kulture in popularizacije letalstva ter razvoju novih profesionalnih mladih letalskih kadrov, na temeljih, ki so bili osnovani leta 1927 z soustvarjanjem materialnih, kadrovskih in pravnih pogojev za razvoj letalstva.  
Poleg šolanja kandidatov za licence in ratinge, letalska šola skrbi za periodično usposabljanje pilotov v komericalnih operacijah: obrambe proti toči, metanje padalcev in uvodne lete ter ostale dejavnosti po potrebi. V obdobjih, ko delujejo plačljivi profesionalni inštruktorji in se mnogo šola klub vedno prosperira in se dviguje nalet in prihodek v obdobjih zatona so vedno finančne težave, kar se ponavlja skozi celotno zgodovino šole. Zniževanje akreditacije šole uvajajo vedno neuki predsedniki in analfabeti posledice so padec naleta in prihodka. Samo ambiciozni predsedniki usmerjeni v razvoj in širjenje programov s profesionalno strukturo šole so uspešni. LCM je preprosto prevelik, da bi si lahko zagotovil prihodnost brez resne in strukturirane šole. 
LCM ima programe usposabljanja z evropsko akreditacijo za naslednje licence oziroma ratinge ter vpise v sklopu svoje letalske šole SI.ATO.014 (Approved Training Organisation) po EASA (European Aviation Safety Agency) - evropskih predpisih:
Licence
- PPL(A) - Licenca pilota zasebnega letala
- SPL - Licenca pilota jadralnega letala

Ratingi
- NVFR - Pooblastilo za nočno letenje
- TOW(S) - Pooblastilo za vleko jadralnih letal
- TOW(B) - Pooblastilo za vleko oglasnih trakov
- FI(A) - Pooblastilo za inštruktorja letenja na letalih
- FI(S) - Pooblastilo za inštruktorja letenja na jadralnih letalih
- ACRO(S) - Pooblastilo za akrobatsko letenje na jadralnih letalih

Vpisi
- TW - Vpis za letenje na letalih z repnim kolesom oz. klasičnim podvozjem
- VP - Vpis za letenje na letih s sprejemljivim korakom propelerja oz. propelerja s konstantnim številom vrtljajev
- T - Vpis za letenje na letalih s turbinskim oz. kompresorskim polnjenjem motorja
- RU - Vpis za letenje na letalih z uvlačljivim podvozjem

## EASA Letalski servis
LCM ima v sklopu svoje organizacije tudi svoj letalski servis: Aero center Maribor d.o.o. AMO (Approved Maintenance Organization) SI.145.15, je pooblaščena organizacija za vzdrževanje letal do 5700 kg v skladu z evropskimi predpisi: EASA (European Aviation Safety Agency) Part 145 za bazno in linijsko vzdrževanje zrakoplovov.
Servis vzdržuje vsa klubska letala, privatna slovenska letala in veliko letal iz sosednjih držav. LCM ima servisno dejavnost že od samega začetka svojega delovanja. Servis deluje v svojem hangarju, ki je posebej namenjen zgolj za vzdrževanje zrakoplovov. Servis je pomemben, da se lahko zrakoplovi v primeru okvare zaradi katere so neleteči popravijo na isti lokaciji. Lastni letalski servis je ključ za nemoteno delovanje vsake večje letalske organizacije, še posebej resne letalske šole in ista bazna lokacija servisa kot ostale letalske flote, daje vzdrževanju zrakoplovov večjo plovnost, saj vzdrževalni posegi ne zavisijo odvisno od vremenskih neprilik, ki pogosto v zimskih mesecih omejujejo ostala letala za prelet na drugo letališče. 

## Nacionalna Letalska šola
Nacionalna letalska šola deluje v skladu z nacionalnimi predpisi za področje letenje z ultralahkimi letalnimi napravami in padalstva in ta dovoljenja niso neposredno priznane s strani ostalih držav članic EASA območja in tretjih držav. Deli se na padalski in ULN del. Nacionalna šola usposablja kadre, ki se z letenjem ukvarjajo samo ljubiteljsko. Nacionalna letalska šola ima v sklopu svojih programov usposabljanja:
Dovoljenja
- ULN(A) - Dovoljenje pilota ultralahke letalne naprave (vrste motorno letalo)
- PL(A,B,C,D) - Dovoljenje padalca

Pooblastila
- CVFR(ULN) - Pooblastilo za dnevno letenje v kontroliranem zračnem prostoru
- TOW(ULN) - Pooblastilo za vleko jadralnih naprav
- BAN(ULN) - Pooblastilo za vleko oglasnih trakov
- FI(ULN) - Pooblastilo za učitelja letenja naprave
- TP(ULN) - Pooblastilo za testnega pilota naprave
- PI(PL) - Pooblastilo za učitelja padalstva za načine TSO, IAD in AFF
- TP(PL) - Pooblastilo za tandem padalca s potnikom

## Flota danes

### Motorna letala - Generalna Aviacija
V svoji stoletni zgodovini je skozi flotno sestavo motornih letal splošne kategorije prešlo veliko zelo različnih proizvajalcev: nemški Raab-Katzenstein, Hansa-Brandenburg, sovjetski Polikarpov, Jakovljev, Antonov, jugoslovanska Utva, Ikarus, Libis, evropski Zlin, Robin, Diamond in ameriški Champion, Piper, Beechcraft, Rockwell in Cessna. S tem arzenalom različnih letal so se desetletja izoblikovale pozitivne kot negativne izkušnje iz področij: vzdrževanja, certifikatov, dobavljivosti delov proizvajalcev, resursov modulov letala, jezikovnih ovir, št. proizvedenih letal, varnosti in trajanje servisne podprtosti tipov letal.  

Od vseh proizvajalcev letal so se za aeroklubske potrebe izkazala kot dovolj varna in robustna ter servisno dobro podprta edino ameriška FAR-23 (EASA CS-23) certificirana letala: Beechcraft in Cessna ter Rockwell, s tem da se prioritizira samo en proizvajalec letal: Cessna Textron. Z poenotenjem letal na ameriško poreklo se zagotavlja enoten skupen letalski jezik dokumentacije in priročnikov, isti način upravljanja sistemov na letalu in uporabo istih merskih enot. Minimiziranje št. tipov letal in maksimiranje št. letal istega tipa za šolanje prinese znatne dobitke na: varnosti in poznavanju letal, višjo standardizacijo letenja, povečuje se razpoložljivost tipa letala za letenje in s tem nalet flote ter pospešeno in efektivno šolanje, zniža se število rezervnih delov in stroškov inventarja s čimer se lahko nudi bolj ekonomično ceno letenja. Hkrati ameriška letala zagotavljajo kot edina celoten paket različnih letal istega proizvajalca: dvosede, štirisede, šest seda, dvomotorna letala, pri čemer ni vprašljiva dobavljivost rezervnih delov in kvalitetnih remontov še desetletja po zaključeni proizvodnji. Kvaliteta pilotov, ki se šolajo na klasičnih ameriških letalih je neprimeljivo višja od ostalih, saj obvladajo: nastavljanje zmesi, spremenljiv korak propelerja, turbo polnjenje, hladilne škrge, uvlačljivo podvozje itd, s čimer so zelo primerni za nadaljnjo poklicno šolanje in uspešnejši na pram svojim kolegom, ki se šolajo na ostalih letalih.   
Vzdrževanje motorjev z ameriškimi remonti je ključno za dolgoročno zanesljivost maksimalni resurs in dobro kakovost. Cessne so tudi izjemno primerne za remonte in retrofiting inštrumentov z dobro podprtimi STC-ji, s čimer letala privedemo na sodoben tehnični nivo z vgradnjo: GNSS, HSI, PFD, EDM itd, s čimer se krepi IFR instrumentarij in znanje pilotov. Z relativno nizkimi vložki nekaj 10 tisoč EUR (na pram novim letalom od pol milijona EUR naprej do dva milijona EUR) lahko podaljšamo življenjsko dobo letal z: kozmetičnimi vložki: barvanje, osvežitev notranjosti in tehničnimi: kleparjenje, AD note, protikorozijska zaščita, obnova plastik in retrofiting. LCM je v sto letih šolanja kot optimalno letalo z 30 000 urami resursa za svoje primarno floto izbral preizkušeno Cessno 152. Monitoring proizvajalcev nad floto ameriških letal je na najvišjem nivoju, saj je veliko plovnostnih direktiv in servisnih biltenov ter neporušnih preiskav, ki bdijo nad varnostjo in odpravljajo morebitne varnostna tveganja, kar je še posebej pomembno, če je št. uporabnikov letal tako veliko kot je to v aeroklubu.  
Skratka ameriška šolska letala so se izkazala za nenadomestljiva v smislu robustnosti v procesu šolanju in odpuščanja napak klubskih pilotov ter nabiralcev naleta kot tudi vseh tistih, ki so se odločili, da gredo na poklicno pot v letalske družbe. Varnost je najvišja s temi certificiranimi letali. Zaradi naštetega letalski center s svojo bogato stoletno zgodovino izkušenj drži preizkušeno floto ameriških letal na področju splošne kategorije letal. 
| Letalo                | reg. št. | Izvor   | Vloga                           |
| --------------------- | -------- | ------- | ------------------------------- |
| Cessna 152 long range | S5-DMG   | ZDA     | šolanje in IFR                  |
| Cessna 152 long range | S5-DLC   | ZDA     | šolanje                         |
| Cessna 152            | S5-DLD   | ZDA     | šolanje                         |
| Tecnam P2010          | S5-DRZ   | Italija | šolanje, rute in IFR            |
| Cessna 182            | OE-DGA   | ZDA     | padalstvo                       |
| Cessna 206 Turbo      | S5-DBS   | ZDA     | protitoči, rute in IFR          |
| Cessna 340A           | G-HAFG   | ZDA     | protitoči, rute, šolanje in IFR |
| Commander 114B        | S5-DRM   | ZDA     | šolanje, rute in IFR            |
| Piper PA-18           | S5-DBV   | ZDA     | vleka                           |

### Ultralahke letalne naprave
| Naprava              | reg. št. | Izvor | Vloga   |
| -------------------- | -------- | ----- | ------- |
| TL-3000 Sirius       | S5-PGD   | Češka | šolanje |
| ATEC 321 Faeta       | S5-PGE   | Češka | rute    |
| Aeropilot Legend 600 | S5-PGI   | Češka | šolanje |

### Razstavni eksponat
| Letalo                  | reg. št. | Izvor |
| ----------------------- | -------- | ----- |
| McDonnell Douglas MD-82 | S5-ACC   | ZDA   |

### Jadralna letala
| Jadrilica               | reg. št., tek. oznaka | Izvor       | Vloga              |
| ----------------------- | --------------------- | ----------- | ------------------ |
| Grob G-103 Twin II ACRO | S5-7501, MA           | Nemčija     | šolanje            |
| Grob G-103 Twin II ACRO | S5-7502, MB           | Nemčija     | šolanje            |
| Duo Discus              | S5-7525, MD           | Nemčija     | šolanje in preleti |
| DG 303                  | S5-3069, MM           | Jugoslavija | preleti            |
| DG 101                  | S5-3038, M7           | Jugoslavija | preleti            |
| DG 101                  | S5-3039, M9           | Jugoslavija | preleti            |
| DG 100 Elan             | S5-3061, M3           | Jugoslavija | preleti            |

### Podporna tehnika
| Stroj | Namen                       | Izvor       |
| --- | --------------------------- | ----------- |
| Kamion Vitla - MOTO-HURT tip WS-02-JK letnik 2023 šest valjni linijski diesel SW-680 11 100cc 201 kW 7 ton, 2 bobna               | Vleka jadrilic              | Poljska     |
| Kamion Vitla - Magirus Deutz 170D11 diesel 8424cc 130 kW 11.5 ton, nadgradnja Mercedes V8 becinar avtomatik 2 bobna               | Vleka jadrilic              | Nemčija     |
| Kamion Gasilec - Zastava 650AN diesel 4570cc 74kW 7.5 ton 1983, nadgradnja Vatrosprem 1600l/min, voda 2000 l, penilo 100 l        | Gasilsko vozilo             | Jugoslavija |
| Traktor kosilnica - FIAT Štore 402 Super diesel 2339cc 30,9kW 1.55 ton, priključek sprednja kosilnica s kardan prenosom predelana | Kosilnica                   | Jugoslavija |
| Avto Follow-Me - Volkswagen Golf Mk3 diesel nadgradnja v follow me za vleko pletenic na jadralni štart                            | Follow-Me za vleko pletenic | Nemčija     |
| Avto mini cisterna - Renault Kangoo diesel 1461cc 62kW 1.89 ton 2007, nadgradnja z rezervoarjem 300 l                             | Avto za prevoz goriva       | Francija    |

## Zgodovina

### Mejniki dogajanja v Mariboru pred letom 1927
Ti dogodki nimajo neposredne povezave z današnjim Letalskim centrom Maribor, vendar so bili zgodovinski mejniki v letalstvu na omenjenem območju in so znatno vplivali na zanimanje in stik z letalstvom na Spodnjem Štajerskem.

#### Leto 1885 - Polet balona
Francoz N. Beudent se je dvignil v Mariboru iz Ljudskega vrta z balonom na levem bregu in preletel Dravo ter pristal ob mlinu na desnem bregu, sledil je prepir in množičen pretep, počil je tudi strel nemir je uredilo šele posredovanje policije. Časopis in štajerska javnost se je bolj zanimala za pretep kot polet balona.

#### Leto 1889 - Polet balona Montgolfier
V Mariboru se je ustavil potujoč češki artist, ki je imel s seboj balon: Montgolfier. Ljudski vrt je bil takrat še park. V njem je postavil ogrodje, nanj obesil balon in pod njim zakuril. Topel zrak je balon napihnil in ga dvignil do višine kakih 50 metrov.

#### Leto 1909 - Prvi polet jadralnega letala
Aprila je športnik češkega rodu - Oskar Rziha poletel kakih 600 metrov s svojim dvokrilnim jadralnim letalom površine okoli 20 kvadratnim metrov v Kamnici. Minimalna hitrost jadralnega letala je bila okoli 20 km/h. Jadrilico je pripeljal na hrib, jo položil na voziček in se spustil z njim v dolino, jadralno letalo se je odlepilo voziček se je pa kotalil sam po hribu navzdol. V loku je letalo z drsnim letom priletelo v dolino brez poškodb.

#### Leto 1910 - Prvi polet motornega letala
Uspešen graditelj in letalec Oskar Rziha je letala 1910 zgradil dve motorni letali Asir I in Asir II. Asir I je bil enokrilec z 11 metri razpona, dobra 2 metroma širokim krilom ter z 23 kvadratnimi metri nosilne površine, krila so imela krilca na koncih, višinski stabilizator s površino 5 kvadratnih metrov je imel dvodelno višinsko krmilo, imel je  krmilni volan in pedale za opravljanje krmilnih površin, poganjal ga je motor Delfosse z 50 HP in štirikraki propeler, tehtal je 300 kg. Asir II je bil enokrilec, z razponom 7,5 metra in površino 14 kvadratnih metrov poganjal ga je motor z močjo 30 HP intehtal je 210 kg. Dne 2. aprila je Rzina opravil poizkus na Tezenskem vojaškem vežbališču z motornim letalom Asir I. Letalo je poletelo, vendar se je obrnilo k zemlji in se popolnoma razbilo.

#### Leto 1911 - Prva balonarska pošta
Dne 10. avgusta 1911 je Maribor preletel nadporočnik Ernest Hofstätter, ki je odvrgel sporočilo za mariborski polk - to je bil prvi primer balonske pošte na Štajerskem.

#### Leto 1912 - Prvi komercialni dvig z balonom
V tem letu je zabeleženih več dvigov z balonom "Erzherzogin Margareta" nad Maribor. Z njim je lahko letel vsak, ki je plačal 180 kron.

#### Leto 1913 - Prvi padalski skok in letalski miting
V Mariboru se je 27. oktobra vršil  letalski miting, ogledalo si ga je 16 000 ljudi, izveden je bil tudi prvi skok padalski skok v Mariboru.

#### Leto 1913 - Prvi pristanek motornega letala na Teznu
Prvi pristanek letala na Teznu 1913 se je zgodil dopoldne 28. oktobra 1913, ko je avstro-ogrsko vojaško letalo krožilo nad Maribor in pristalo na mestu vojaškega vadbišča Tezno. Bilo je izvidniško dvokrilno letalo: Lohner Pfeilflieger-Barbar, z motorjem Austro-Daimler 120HP. Izstopila sta pilot nadporočnik Eduard Rzemenoivsku plemeniti Trauteneg ter njegov opazovalec poročnik Raoul Stojsavijevič.

#### Leto 1915 - Izgradnja letališča Tezno s strani Avstro-Ogrskega vojnega letalstva
Avstro-ogrsko vojno letalstvo je zgradilo letališče Tezno, ki je spadalo med pomembna zaledna letališča Soške fronte, ki je oskrbovalo frontne enote ob Soči. Na letališču je bila nameščena enota Flep 1 (Fliegeretappenpark 1). Letališče je imelo travnato stezo z gramozno podlago in objekte za varovanje letal, platnene šotore in šest lesenih hangarjev (25mx25m in 20mx20m) hangarji so bili namenjeni hangariranju letal in prostoru za popravila. Večina vzdrževalnih del so opravljali na Teznem, nekatere delavnice pa so bile nastanjene v objektih železniške postaje na Studencih. Pripadniki letalske stotinje Flep 1 (Fliegeretappenparki) so se nastanili na letališču in njegovi bližini. Flep 1 je v Maribor prišel iz Ostrave konec junija 1915. Žal natančne informacije o floti letal še niso znane, verjetno so uporabljali letala Hansa-Brandenburg C.I. Letališče so uporabljali do leta 1918. 

#### Leto 1918 - Mariborska letalska stotinja
Mariborčan Poročnik Emil Grizold si je 4. Novembra ogledal zaplenjena letala na Tezenskem kolodvoru. Dne 25. novembra 1918 je bil imenovan za vodenje novo formirane Mariborske letalske stotinje in zapuščenega letališča Tezno. Decembra 1918 je vodenje prevzel poročnik Mihajlo Dorčič in uredil 3 manjše hangerje in barake. Letala so pripeljali iz železniške postaje in jih sestavili. Prvi let je bil opravljen 4.decembra 1918 nad Mariborom, letela sta Ludvik Jureš in Emil Grizold. Januarja so dobili še 2 lovca aviatik berg D.I, serije 92, ki sta ju pilotirali Colnar, Bobig, Šimenc in Tomšič. Na prvi bojni let so 13. marca 1919 poleteli z letali Mihajlo Dorčić in Emil Grizold ter z drugim letalom Ljudevit Jureš in Vinko Arzenšek. Poročnik Stjepan Burazović je 24. aprila 1919 prevzel vodenje enote, ki se je preimenovala v uradno ime: Aeroplanska eskadrilja Maribor. Veliko zaslug za letalske uspehe je imel ravno poročnik Stjepan Burazović, ki je sam največkrat sodeloval v bojnih akcijah. Enota je v času delovanja opravila 212 poletov in naletela 650 ur ter nad Prekmurje odvrgla preko 20.000 propagandnih letakov. Enota je na vseh poletih izgubila le dve letali in ni imela smrtnih žrtev. Z ukazom poveljstva kraljevega vojnega letalstva je bila razpuščena 6.oktobra 1919. Letala in opremo so preselili v Zagreb. Osem let kasneje se je na Tezenskem letališču ustanovil Aeroklub »Naša krila«. Kadrovska zasedba: 81 letalcev med katerimi so bili: piloti, letalski mehaniki, navigatorji, strelci, bombardirji, fotografi, inštruktorji, orožarji in ostali letalci.
| Tip Letala                      | Število | Izvor     | Vloga               | Obrožitev                                               | Motor                 | Potovalna hitrost |
| ------------------------------- | ------- | --------- | ------------------- | ------------------------------------------------------- | --------------------- | ----------------- |
| Hansa-Brandenburg C.I           | 6       | Nemčija   | bombnik in izvidnik | 2x 8 mm strojnica Schwarzlose, 100 kg bombe, fotoaparat | Benz 160 hp           | 110 km/h          |
| Ufag C.I                        | 4       | Madžarska | lovski bombnik      | 3x 8 mm strojnica Schwarzlose, 144 kg bombe             | Hiero 5 230 hp        | 190 km/h          |
| Aviatik (Berg) D.I MAG seria 92 | 2       | Nemčija   | lovec               | 2x 8 mm strojnica Schwarzlose                           | Austro-Daimler 185 hp | 185 km/h          |

### I. Začetek aerokluba na letališču Tezno 1927-1945
Aeroklub »Naša krila« je bil ustanovljen z ustanovnim občnim zborom 20. decembra 1927, z okoli 150 udeleženci, to je tudi začetek današnjega Letalskega centra Maribor, vendar se je vmes večkrat preimenoval. Skupščina je za predsednika upravnega odbora izvolila dr. Josipa Tominška in dva podpredsednika polkovnika Dušana Božiča in inž. Oskarja Dračarja ter dva tajnika odvetnika dr. Iva Šestana in majorja Luja Mičića ter ostale. Ni namreč naključje, da so bili skoraj vsi ustanovni in podporni člani sloj industrialcev, veletrgovcev, veleposestnikov, obrtnikov in drugih, ki so že ob vstopu v klub vplačali izdatno vsoto denarja in tako omogočili začetke praktičnega delovanja kluba. Ekonomsko jedro aerokluba so bili poslovneži in dobro plačani univerzitetno izobraženi posamezniki, ki so dobro govorili tuje jezike. Člani, ki so finančno omogočali delovanje aerokluba, so prihajali iz celotne kraljevine in tudi iz tujine. Namen ustanovitve je bil približati ljudem letalstvo in njegove poslovne, transportne, karierne, izletniške, vojaške in športne prednosti. Ob ustanovitvi aerokluba so imeli željo, da bi imeli letalske linije Maribor-Beograd, Maribor-Dunaj, Maribor-München in Maribor-Milano ter Maribor-Carigrad z mednarodnim civilnim letališčem. 
Leta 1928 se je posebno zanimanje za letalstvo razmahnilo med šolsko mladino. Tako je imel klub po enem mesecu 3 člane ustanovitelje in 1765 rednih ter podpornih članov. 27. maja 1928 je bil izveden letalski miting na pobudo oblastnega odbora aerokluba na Tezenskem letališču. Na mitingu je sodelovalo 6 vojaških letal in 1 civilno letalo imenovano Ljubljana. Letalski miting si je ogledalo 30 000 obiskovalcev iz Maribora in Avstrije. Izžrebani potniki so se ta dan lahko peljali z letalom na oblet nad Maribor, kar velja za prvi panoramski let z letalom v Mariboru. Istega leta je na pobudo iz Spodnje Savinjske doline začel v sklopu aerokluba delovati mestni pododbor aerokluba v Celju, ki je bil podrejen oblastnemu odboru.
Leta 1929 je bil miting 3. novembra, ki si ga je ogledalo 15.000 gledalcev. Na Šestanovo iniciativo je leta 1929 nemška tovarna Raab-Katzenstein priredila letalski dan v Mariboru za promocijo in prodala dve letali. Trgovec Josip Moravec prodajalec BMW-jev in častni član aerokluba je tako v letu 1929 kupil motorno letalo Raab-Katzenstein RK-9A Grasmücke poimenovano Lastavica za 135 000 dinarjev okvirno takratnih 2700 USD, letni BDP na prebivalca je bil okoli 70 USD. Drugo letalo proizvajalca Raab-Katzenstein RK-2A Pelikan UN-PAF za 189 000 dinarjev okvirno takratnih 3800 USD je kupila tovarna Zlatorog, letalo je imelo napise ZLATOROG in CHLORODONT. Kljub kritikam in komentarjem, da se to ne izplača, da je preveč komplicirano in nima smisla ter da bodo padli iz neba se je s temi pogumnimi nakupi letal v letu 1929 pričelo odvijati motorno letenje v Mariboru. Pri preletu na miting v Središče ob Dravi 17. novembra 1929 se je zrušilo letalo Raab-Katzenstein KL.1 Schwalbe na Glavnem trgu v Mariboru, smrtno se je ponesrečil tajnik aerokluba dr. Ivo Šestan in tovarniški pilot Hans Müller. V tem času je Aeroklub imel 1200 članov.  Letalsko se je lahko udejstvovalo manj kot promila takratnega prebivalstva od tega jih je imela ekonomske zmogljivosti za motorno letenje le peščica, ki je letela z zasebnimi letali. 
Leta 1930 so izgradili lesen hangar za dve Mariborski letali na Teznem. 
Da bi ljubitelje letalstva seznanili z možnostmi preleta jadralnega letala, je pripravil aeroklub 14. maja 1933 na Teznem mednarodni poštnojadralni polet. Član graškega aerokluba Valeter Mühlbacher je poletel v aerozapregi z motornim letalom flamingo A 74 na jadralnem letalu Falke z graškega letališča proti Mariboru. V letalu je bilo okoli 3000 razglednic in dopisnic in 900 pisem z vsega sveta. Pisma in razglednice so bile žigosane s posebnim priložnostnim rdečim žigom. To je bila prva jadralno-letalska pošiljka na svetu! Leta 1933 je Aeroklub pričel uporabljati dvokrilno letalo, neoborožen nemški vojaški trenažer Hansa-Brandenburg B.I YU-PCF, ki so ga močno izrabljenega 20. maja 1934 preleteli v Zagreb kjer so ga uničili, saj je bilo letalo gonjeno s strani aerokluba in ne vzdrževano. 
Leta 1936 je aeroklub dobil bitko za letališče na Teznem. Na obisk je priletel dvomotorni avion De Havilland DH.89 Dragon Rapide - beograjske letalske družbe Aeroput (kasnjeje JAT, danes Air Serbia). Tega leta sta Šoštarič in Humek skonstruirala jadrilico Sraka Šoštarić-Humek Š.H.1 z drsnim razmerjem 1:16, ki je imela boljše zmogljivosti kot nemški DFS Zögling 1:9. Tega leta postane predsednik aerokluba Branko Ivanuš, ki je bil kasneje najpomembnejša osebnost v slovenskem povojnem letalstvu in nosilec FAI diplome za prispevek k razvoju letalstva.
Leta 1937 je Aeroklub postal upravljavec in lastnik prej vojaškega letališča Tezno ter ga registriral kot sekundarno mednarodno civilno letališče. Tega leta so ob 10 obletnici aerokluba dr. Josipa Tominška imenovali za časnega člana aerokluba.
Leta 1938 je bilo v Mariboru organizirano 1.državno prvenstvo Jugoslavije v jadralnem letenju. Leta 1938 je v Pamečah pri Slovenj Gradcu zasilno pristal član Josip Moravec z motornim letalom Raab-Katzenstein RK-2A Pelikan. Žarko Majcen zasilno pristal z jadrilico 7. septembra 1938 v Dovžah pri Mislinji, istega dne je član aerokluba Ivan Mihev domačin iz Turiške vasi pristal z jadrilico Salamandez pristal na Štibuhu pri Slovenj Gradcu, obe letali so razstavili in jih odpeljali v Maribor. Ivan Mihev je bil kasnejši ustanovitelj Slovenj Graškega aerokluba.    
Leta 1939 so na letališču na Teznem zgradili novi hangar. V tem letu je vzletela Sraka SH-1, ki sta jo skonstruirala člana Humek in Šoštarič. Cijan je skonstruiral letalo Skakavec in v tem letu postal Jugoslovanski testni pilot za prevzem naročenih lovcev: Hawker Hurricane in Messerschmitt Bf 109. Leta 1939 so na letališču na Teznem otvorili še en mnogo večji novi hangar in v zrak spravili Vrabca konstruktorja Šoštariča. Tega leta je Šoštarič skonstruiral še jadrilico Utvo. Leta 1939 je inštruktor Žarko Majcen v Šaleški dolini opravil testni let v Šoštanju, s čimer se kaže regionalni pomen Mariborskega aerokluba in njihovih pilotov. Cijan in Šoštarič ter nekaj ostalih Mariborski letalcev so bili letalski profesionalci inštruktorji z akademsko letalsko izobrazbo in univerzo in so odlično poznali takratne mednarodne letalske standarde in organizacije npr. OSTIV (fra.Organisation Scientifique et Technique du Vol à Voile), ostala amaterska združenja po Sloveniji niso zmogla dosegati njihovega standarda zaradi pomanjkljivih kvalifikacij in pomanjkljivega znanja tujih jezikov v katerih je bila profesionalna literatura, zaradi tega je Mariborski aeroklub izstopal od vseh ostalih letalskih združenj.    
Leta 1940 je vzletelo jadralno letalo Čavka konstruktorja Šoštariča. V tem obdobju se je dokaj hitro izkazalo, da je aeroklub lahko uspešen le z plačanimi poklicnimi profesionalnimi inštruktorji, saj so v nasprotnem primeru bili rezultati dela neučinkoviti in osip je bil prevelik, letalstvo je odvisno od tehnike, tej pa morajo streči poklicno izobraženi ljudje, analfabeti ne vodijo v prospiroteto. Šolanje pilotov je prepomemben kontinuiran proces, da bi ga prepustili amaterjem, ki imajo prilično čas ob nedeljah, zato se je izkazalo, da ga morejo intenzivno izvajati poklicni inštruktorji, če želimo imeti letalsko varnost.    
Do leta 1940 so bili v okviru oblastnega odbora aerokluba v Mariboru registrirani sledeči krajevni in mestni odbori:    
- mestni odbor aerokluba Maribor
- mestni odbor aerokluba Celje
- mestni odbor aerokluba Slovenj Gradec
- krajevni odbor aerokluba Šoštanj
- krajevni odbor aerokluba Murska Sobota

Registrirane jadralne skupine: 
- jadralna skupina Maribor I
- jadralna skupina Maribor II
- jadralna skupina Maribor III
- jadralna skupina v Celju
- jadralna skupina v Slovenj Gradcu
- jadralna skupina na Ptuju
- jadralna skupina v Gornji Radgoni
- jadralna skupina v Rušah
- jadralna skupina v Ljutomeru
- jadralna skupina v Murski Soboti
- jadralna skupina v Šoštanju

Leta 1941 je letalo Raab-Katzenstein RK-9A Grasmücke  ''Lastavica'' Maistrov borec Josip Moravec skušal preleti na drugo letališče a so ga na 200 metrih začeli obstreljevati z mitraljezi in letalo je strmoglavilo na tla prešteli so preko 800 zadetkov, ostanke so zaplenili Nemci, Moravec je po čudežu preživel. Leta 1941 je Cijan v aprilski vojni vodil patruljo 7 letal Hurricane, ki je napadla motorizirano sovražno kolono v Kačaički klisuri na jugo Srbije. Med drugo svetovno vojno je letališče Tezno uporabljal okupator, večkrat so leteli za potrebe visokih letalskih časnikov z letali Messerschmitt Bf 108 Taifun. V tem obdobju so določeni perspektivni člani uspeli po opravljeni častniški šoli in vojaški letalski šoli do kariere v vojaškem letalstvu. Člani, ki so zapisani v zgodovino društva z velikimi črkami iz začetkov aerokluba pred drugo svetovno vojno so: 
- dr. Josip Tominšek,
- dr. Ivo Šestan,
- gospod Josip Moravec,
- dr. Boris Cijan,
- Inž. Ivo Šoštarič,
- major Branko Ivanuš,
- inštruktor Žarko Majcen

#### Letalska šola
3. in 4. marca 1928 so potekala tri predavanja o letalstvu s tem se je pričela dejavnost letalske šole, kar je tudi njen rojstni datum. Predavanja so bila namenjena za civiliste in vojaštvo ter so bila dobro obiskana. Privatni lastniki prvih motornih letal v Mariboru: gospod Moravec z letalom RK-9A Grasmücke in družba Zlatorog z letalom RK-2A Pelikan so se pričeli šolati leta 1929. Leta 1931 sta dijak Vojko Humek in takrat študent dr. Boris Cijan ustanovila akademsko jadralno skupino, v kateri so tega leta začeli graditi jadralna letala lastne konstrukcije, aktivnosti mariborskih letalcev so odmevale po celi kraljevini. Mariborska letalska skupina je z leti dobila podmladek v: Celju, Ptuju, Slovenj Gradcu, Gornji Radgoni, Rušah, Ljutomeru, Murski Soboti in Šoštanju. Letalska šola je leta 1933 pričela uporabljat dvokrilno motorno letalo neoborožen nemški vojaški trenažer Hansa-Brandenburg B.I. od kraljevih letalskih sil Jugoslavije. Leta 1933 je Boris Cijan napisal časopis: Jadralno letalstvo v enem izvodu. Brandenburg je bil za kratek čas glavno letalo za šolanje in tudi letenje do poteka plovnosti, saj je bilo že nevarno. Za motorno šolanje so se nato uporabljala privatna letala Raab-Katzenstain v lasti tovarne Zlatorog in gospoda Moravca. Leta 1934 je Cijan diplomiral iz strojništva in odšel v Beograd. V klubu ga je zamenjal Inž. Ivo Šoštarič. Leta 1939 je inštruktor Žarko Majcen šolal neizkušenega Maksa Medveda in Valterja Muhoveca iz Šoštanja pri izgradnji jadrilice DFS Zögling in z njo izvedel 24.09.1939 tesni let v Šoštanju na območju Lajš. Leta 1940 je Cijan izdal knjigo Vazduhoplovno jedriličarstvo. Letalska šola je v obdobju pred drugo svetovno vojno odigrala ključno vlogo pri širjenju letalske kulture po celotni kraljevini in priskrbela prepotrebne prve domače učbenike in šolske materiale, ki so jih pripravili profesionalni inštruktorji letenja. 

#### Flota
V tem obdobju so se izključno uporabljala nemška motorna letala proizvajalcev: Raab-Katzenstein in Hansa-Brandenburg. Večina časa je klub deloval z motornimi letali zasebnih lastnikov predvsem: tovarne Zlatorog in letalom gospoda Moravca. Vsa letala so bila lesena prevlečena s platnom z odprto kabino. 
| Letalo                          | Izvor   | Opomba                                                 | Vloga      |
| ------------------------------- | ------- | ------------------------------------------------------ | ---------- |
| Raab-Katzenstein KL.1 Schwalbe  | Nemčija | D-974, Werk. Nr 15, nesreča na Glavnem trgu 17.11.1929 | akrobacije |
| Raab-Katzenstein RK 2 Pelikan   | Nemčija | UN-PAF, D-1131, YU-PAF, 1929, uničen v Vrginmostu 1938 | šolanje    |
| Raab-Katzenstein RK.9 Grasmücke | Nemčija | UN-MJM, 1929, sestreljen v Mariboru leta 1941          | šolanje    |
| Hansa-Brandenburg B.I           | Nemčija | YU-PCF ser.št.3-60 1933, uničen v Zagrebu 1934         | šolanje    |

### II. Po drugi svetovni vojni na letališču Tezno 1945-1953
V hotelu Orel so 26. junija 1945, sklicali ustanovni sestanek za obnovitev Aerokluba Maribor. Navzoči so bili preživeli predvojni člani Aerokluba Naša krila in mladi letalski navdušenci. Iz Avstrije, iz skednja neke kmetije, so prepeljali več poškodovanih jadralnih letal, ki so jih kasneje popravili in pričeli z letenjem že 1. septembra 1945. Med temi jadralnimi letali je bilo: 10 DFS Zögling-ov, 3 dvosedežni Žerjavi, 2 DFS Olympia Meise in Mi-13 Miha. Sprva niso imeli vlečnega letala, zato so vzletali s pomočjo gume. Postopoma so prehajali na način vzleta z vitlom. Prvo motorno letalo po drugi svetovni vojni, ki ga je začel uporabljati aeroklub 3. januarja 1946, je bil dvosedežni dvokrilni Zmaj Fizir FN, proizveden v jugoslovanskih tovarnah Zmaj, Rogožarski in Albatros. Kasneje se je pridružilo še sovjetsko motorno letalo Polikarpov PO-2, ki se je uporabljal tudi za metanje padalcev. Občasno je vojska posodila letalo Shcherbakov Shche-2 za padalce. Velik zgled v tem obdobju takoj po drugi svetovni vojni je dajala Sovjetska zveza, saj je bila organiziranost precej podobna sovjetskemu modelu aerokluba in letala so bila relativno cenena. Letni BDP na prebivalca je bil v tem obdobju okoli 2000 USD. Motorno letenje se je na pram predvojnim letom začelo krepiti, saj je bilo potrebno za padalce in za aerovlek. Letenje ni bilo dostopno vsem ampak, so se kandidati za pilote skrbno zbirali glede na moralne in politične kvalitete, prostora za uporečneže in ne komuniste ni bilo. Mnogi pred vojni gosposki člani niso mogli več leteti, saj niso bili všečni režimu. Leta 1947 je Aeroklub Maribor dobil ime Aeroklub Žarko Majcen (1921-1947), poimenovano po domačem klubskem inštruktorju letenja in vodji letalske šole po rodu Primorcu, ki se je preselil v Maribor in se je na prvem jadralnem tekmovanju po osvoboditvi smrtno ponesrečil v Cerkljah pri Brežicah pri izvajanju loopinga z letalom Jastreb varianta bis konstruktorja Iva Šoštariča, ki takrat še ni imel krilnih opornic. Žarko Majcen kot inštruktor letenja je tudi zaslužen za izgradnjo in ustanovitev predvojnega aerokluba v Šoštanju. Po izključitvi države iz informbiroja leta 1948 je se je ustavila dobava sovjetske letalske tehnike, dostopa do kvalitetnih zahodnih ameriških letal pa še ni bilo, aeroklub se je bil primoran zanašati na primitivna jugoslovanska letala napravljena po sili razmer. Domača propaganda se je krepila in cilju veliko leteti in premagovati rekorde je sledil tudi Mariborski aeroklub, da se je dokazovalo, da se Sovjetske pomoči ne potrebuje. Ostroj aerokluba je kljub temu ostal masiven in je temeljil na poklicnih inštruktorjih, rezultati z razpoložljivo tehniko niso zaostajali. Leta 1948 sta Bračič Franc in Tretjak Franc na jadrilici Ždral postavila jugoslovanski državni rekord v trajanju leta na dvosedih: 23 ur in 2 minuti. Leta 1953 je Zvonko Šabeder postavil jugoslovanski državni rekord v trajanju leta na enosedi jadrilici 22 ur in 5 minut. Nekateri perspektivni fantje so v tem času odšli v letalsko gimnazijo v Mostar, vsi pa so morali zaključiti po gimnaziji letalsko akademijo po kateri so bili direktno poslani v operativne enote vojnega letalstva.
Zaradi smrtnih nesreč, ki so se dogajale v 50-tih, je bila opravljena preiskava o vzrokih za nesreče s strani komisije Letalske zveze Slovenije in ugotovljeno je bilo, da so nesreče posledica slabega letališča Tezno in visokega drevja, ki ga je obdajalo ter prebadalo pristajalne ravnine in odrejeno je bilo, da se bo letališče zaprlo. Upravni odbor aerokluba je leta 1951 pričel postopek iskanja nove lokacije. V letu 1951 je bil opravljen tudi prvi prelet jadralnega letala iz Maribora v Ljubljano. Leta 1951 je kmet Holcer odstopil zemljišče Aeroklubu, kupnino je pokril mestni odbor Ljudske tehnike Maribor. Hangar, travnato stezo, ravnanje zemljišča in vse pomožne objekte so gradili člani kluba v popoldanskem času in celo v jasnih nočeh. Dve leti so tako člani gradili novo letališče v Skokah. 

#### Letalska šola
Letalska šola se je krepila, v tem obdobju je bilo v aeroklubu zaposlenih več poklicnih učiteljev letenja, mehanika in uslužbenci, ki so ustvarili temelje za nadaljnji razvoj in širitev dejavnosti aerokluba. Kandidati za motorne pilote so bili poslani v Rumo v zvezno pilotsko šolo. Kandidati za nove mlade jadralne inštruktorje so bili poslani v center vojaškega letalstva Vršac, kjer so opravili teoretično in praktično šolanje ter izpitne lete za inštruktorje letenja. Posledica profesionalnih inštruktojev so bili odlični rezulatati v jadralnem letenju v svetovnem merilu. Kasneje se je vso usposabljanje motornih pilotov preselilo iz Rume v Vršac. Takoj po vojni so v Mariboru pričeli šolanje na letalu Fizir FN, kasneje še na Po-2 ter UT-2, vsa ta letala so bila brez zaprte kabine, kar je znatno oteževalo šolanje, veliko so bila tudi odsotna zaradi šlepanja in metanja padalcev. S prihodom letal z zaprto kabino: Utva Trojka je imela letalska šola prvič na voljo šolsko letalo, ki je bilo namenjena izključno šolanju, s tem se je začelo namensko učinkovito šolati motorne pilote. Letalska šola je imela pomembno vlogo pri oblikovanju mladinskega kadra za vojaško letalstvo.

#### Flota
Nasilna uvedba komunizma med vojno je povzročila, da privatnih letal v državi ni bilo in s tem aeroklub ni mogel enostavno do motornih lastniških letal. Floto so sestavljala sovjetska in jugoslovanska motorna letala slabše kakovosti.
| Letalo                             | Izvor       | Opomba | Vloga           |
| ---------------------------------- | ----------- | ------ | --------------- |
| Zmaj Fizir FN                      | Jugoslavija | 1946   | šolanje in šlep |
| Utva C-3 Trojka                    | Jugoslavija | 1948   | šolanje         |
| Yakovlev UT-2                      | Rusija      |        | šolanje         |
| Polikarpov Po-2 (U-2) "Kukuruznik" | Rusija      |        | šlep in padalci |
| Ščerbakovo šče-2 "Ščuka"           | Rusija      |        | padalci         |

### III. Novo letališče Skoke 1953-1976
Dokončno je bilo letališče v Skokah zgrajeno junija leta 1953 in je obsegalo 23 hektarjev površine v lasti Aerokluba. V tem obdobju se je država odprla za ameriško tehniko v Cerklje so prišli jurišniki Republic P-47 Thunderbolti in prvič po domačem nebu so grmela reaktivna transonična ameriška lovska letala: Lockheed T-33 Shooting Star, Republic F-84 Thunderjet, North American F-86 Sabre, kar je mnoge aeroklubske pilote pritegnilo v nadaljno vojaško kariero. Oktobra 1958 je akrobat Aleksić z aeroklubskim letalom PO-2 posnel reklamo za Kalodont - letala se je držal le z zobmi, Mariborski aeroklub je bil edini, ki je dovolil takšen podvig. V sloveniji je bila prisotna rahla liberizacija in družbene spremembe, ki so pozitivno vplivale na razvoj letalstva v Mariboru. V tem času se je začelo intenzivneje odvijat padalstvo. 
Junija 1960 je v enem tednu na letališču Skoke skočilo 300 padalcev iz tromotornega letala Junkers Ju-52 med njimi je bilo tudi veliko medicinskih sester. 
V Mariboru je bilo med 24.07 in 30.07.1961 organizirano 9.državno padalsko prvenstvo. Vojska je za namene prvenstva posodila letali Douglas C-47 Dakota. 
V tem obdobju aerokluba so v floto aerokluba prvič prišla ameriška letala Beechcraft in Champion Aircraft Co., ki so bila veliko bolj izpopolnjena v primerjavi z jugoslovanskimi (Libis, Utva, Ikarus) in neprimerljiva z aeroklubskimi sovjetskimi letali (Jakovljev, Polikarpov, Antonov). Izstopalo je izredno sodobno aerodinamično ameriško letalo Bonanza 35 z V repom, ki je imelo uvlačljivo podvozje tipa tricikel in je lahko letelo 280 km/h 1200 km daleč, drugi aeroklubi v državi niso imeli takšnih letal, seveda je lahko z Bonanzo letela samo peščica priviligiranih motornih pilotov. Bonanza je proizvedla več pilotov, ki so kasneje leteli na velikih linijskih reaktivcih in postavila motorno letenje v Mariboru na zemljevid Jugoslavije. Za primerjavo malo šibkejši sovjetski polikarpov Po-2 je zmogel komaj 110 km/h 630 km daleč in jugoslovanski Aero 3 160 km/h 680 km daleč. Ameriška Bonanza je bilo prvo popolnoma kovinsko letalo zato so piloti, ki so leteli kovinsko letalo stara platnena letala imenovali cunjastvo letalstvo. Letni BDP na prebivalca je v tem obdobju zrasel iz 2500 na 8000 USD. Vzdrževanje ameriških letal je bilo dolgoročno dobro predvideno s strani proizvajalca za razliko od domačih letal, ki so jih običajno po preteku resursa zažgali za hangerjem. Razlog, da se je aeroklub tako razvijal na pram drugim aeroklubom, ki niso imeli niti približno toliko motornih letal je bil, da je bilo v prejšnih časih v aeroklubu izšolanih veliko motornih pilotov, ki so poznali težave in so zasedali pomembne družbeno politične položaje ter so imeli možnost odrejati aeroklubu bistveno večje količine materialnih sredstev kot bi ga dobil brez njihovega botrovanja, seveda med povrečnim članstvom tega zavedanja ni bilo in so verjeli, da so sami tako dobri. Motorno letenje je v tem obdobju postalo najpomembnejša sekcija kluba. 
Leta 1961 je pričela leteti Adria Aviopromet z letali Douglas DC-6B, vojska je dobila še nočne lovce F-86D Sabre Dog z dodatnim izgorevanjem, mladi piloti v aeroklubu so tako prvič imeli motiv biti profesionalni vojaški ali linijski piloti. 
Leta 1967 je dvomotorni Antonov An-14 poletel na vzletišču Kladovo (zraven HE Đerdap) nazaj v Skoke s potniki in se zaletel v hrib Veliki Krš (1145m), v hangarju je še danes njegova rumena lestev. V letu 1967 se je Aeroklub “Žarko Majcen” preimenoval v “Letalski center Maribor” - LCM, kjer so uspešno delovale sekcije: motorna, jadralna, padalska in modelarska. Motorna letala v tem času so bila: Aero2, Aero 3, PO-2, Kurir, Yakovlev UT-2, Utva C-3 Trojka, LIBIS KB-6 Matajur, Bonanza 35. Občasno pa je še vojska posodila Junkers Ju-52 in kasneje C-47 Dakota za padalce. Leto 1972 je zaznamovala smrtna nesreča letala Utva Aero 3. Leta 1975 je imel LCM 8 motornih letal, simulator letenja ANT-18, 6 jadralnih letal, 22 padal, padalsko naselje z napravami, svoj hangar, svoj bife ter 4 sobe za člane kluba in nepričakovane goste. Aktivnih je bilo okoli 120 članov. Nekaj motornih pilotov je v tem obdobju nadaljevalo svojo profesionalno šolanje in pot v letalstvu na potniških letalih pri: Zagrebški Pan Adria Airways, Beograjskem Aviogenex, Air Yugoslavia in JATu.

#### Letalska šola
Letalska šola je posedovala četvorko enotnih šolskih motornih letal istega tipa: Utva Aero 3, ki so nasledila utrujena letala Ikarus Aero 2 in Utva Trojka. Letala Aero 3 so dnevno šolala in letela, pogosto tudi formacijsko. Poklicni inštruktorji, ki so se izšolali v zveznem letalskem centru so v aeroklubu največ pripomogli k rednemu letenju in h kontinuiranem šolanju skupaj z mehanikom, ki je neutrudno vzdrževal šolska motorna letala. Šolanje motornih pilotov je potekalo disciplinirano internatno in so do licence prišli v 2 mesecih. Aeroklub je nabavil prvi profesionalni ameriški simulator inštrumentalnega letenja tipa Army Navy Trainer model 18 na kratko AN-T 18, proizvajalca: Link Aviation Devices (danes CAE), aeroklub je tako prvič nudil kvalitetno šolanje po pravilih inštrumentalnega letenja. V tem obdobju je Aeroklub izšolal okoli 1000 pilotov jadralnega in motornega letenja, največ je bilo dijakov strokovnih tehničnih šol. Letalski center Maribor si je zaradi povečanja dejavnosti motornega šolanja pridobil ugled kot najpomembnejši in največji aeroklub v Jugoslaviji.  

#### Flota
Število motornih letal se je izjemno povečalo, v tem obdobju je LCM imel izredno mešano floto jugoslovanskega, sovjetskega in ameriškega porekla, s slabo prehodnostjo med tipi letal, ki so bila popolnoma drugačna. Problem jugoslovansko-sovjetskih letal je bilo vzdrževanje, ki je bilo slabo predvideno in vsa letala so imela kratke resurse zmaja, propelerjev in motorjev, kajti veliko je bilo nepojasnjenih okvar. V pozitivnem smislu so odstopala kvalitetna ameriška letala, predvsem Beechcraft Bonanza, s tem je aeroklub dobil prvi stik z zahodno tehniko, ki je pokazala bedo evropskih letal.
| Letalo                       | Izvor       | Opomba | Vloga                |
| ---------------------------- | ----------- | --- | -------------------- |
| Utva C-3 Trojka              | Jugoslavija | | šolanje              |
| Ikarus Aero 2                | Jugoslavija | | šolanje              |
| UTVA Aero 3                  | Jugoslavija | YU-CWG (40121), YU-CXX (40144) nesreča 10.9.1972 Trabe, YU-CXY (40163), YU-CPK (40194) nesreča 17.5.1967 Kodrin, YU-CZK (40205) | šolanje              |
| Ikarus Kurir                 | Jugoslavija | YU-CYS, YU-DAM | padalci              |
| LIBIS KB-6 Matajur           | Jugoslavija | YU-CEW | šlep in obleti       |
| UTVA 60                      | Jugoslavija | YU-CBA | padalci              |
| Polikarpov Po-2 "Kukuruznik" | Rusija      | YU-CFB, YU-CMA | šlep in padalci      |
| Yakovlev UT-2                | Rusija      | | šolanje              |
| Antonov An-14 "Pchelka"      | Rusija      | YU-BCD, nesreča 10.11.1967 | prevozi              |
| American Champion Citabria   | ZDA         | YU-CAV | šlep                 |
| AN-T-18 Simulator            | ZDA         | | IFR                  |
| Beechcraft Bonanza           | ZDA         | YU-CER, 1971 odšla na overhole motorja in propelerja v Graz                                                                     | prevozi, rute in IFR |

### IV. Odprtje mednarodnega letališča Maribor 1976-1991
Po odprtju mednarodnega letališča Maribor in uvedbi kontroliranega zračnega prostora, se je znatno dvignila kvaliteta radio komunikacije pilotov. Ker pa je višji nivo tehnike in letenja zahteval večja finančna sredstva, je LCM prišel do spoznanja, da bo bodočnost zajamčena samo z lastnim financiranjem in letalskimi uslugami. Te so bile: zagotavljanje naleta pilotom rezervne sestave komande vojnega letalstva Jugoslavije, kjer so leteli rezervni piloti vojnega letalstva, delovanje letalskega oddelka Pokrajinskega štaba Teritorialne obrambe, kjer so leteli članski motorni piloti LCM. Tudi padalci so bili aktivni v štabu Teritorialne obrambe kot specialna enota. 
Leta 1978 je prišla v uporabo nova konstrukcija padal krilnate oblike, ki so hitro izpodrinila uporabo klasičnih okroglih padal. Za metanje padalcev so se uporabljala letala Ikarus Kurir in Utva-60. Utva 60 je bila tako glasna, da je pilot potreboval laringofon, da je lahko komuniciral z kontrolo. V letu 1979 je bil LCM proglašen za najboljši klub v Jugoslaviji in je prerasel obseg delovanja drugih aeroklubov po državi. Piloti LCM so skupaj v zraku bili več kot vsi piloti Črne gore, Makedonije in dela Bosne skupaj. Tega leta je prejel Oto Verbačič, najvišje priznanje Jugoslavije za športne uspehe v letalstvu: Zlati orel SFRJ. V tem času je bil tudi postavljen novi hangar. Letni BDP na prebivalca je v tem obdobju na začetku zrasel iz 8000 na 9000 USD potem se je državna ekonomija leta 1979 ohladila in se ni več pobrala do razpada države. Leta 1980 sta bila kupljena dva nova letala Piper 38 Tomahawk za šolanje, to leto je bilo skupno dano v uporabo: 4 jadrilice in 3 letala. Motorno šolanje je bilo dostopno samo perspektivnim izbrancem ali kandidatom za šolo rezervnih oficirjev. Leto 1982 je zaznamovala smrtna nesreča z Utvo 60.   
Leta 1983 je LCM pričel z novo dejavnostjo letalske obrambe proti toči - OPT. Namensko se je za potrebe OPT kupilo letalo Cessna TU-206G Turbo Stationar s 310 konjskimi močmi, opremljeno s posebnimi agregati za posipavanje srebrovega jodita. Cessna 206 je zaradi turbinskega polnjena vstopnega kolektorja motorja lahko dosegla izjemno višino 27000 ft oz. 8230 m. Drugi aeroklubi v državi niso imeli takšnih turbo šestsedov in so se čudili kaj bo LCM s takšnim avion. Kljub močnemu skepticizmu in resignaciji članstva, da to ni za klub, se je dejavnost OPT dobro prijela in se v naslednjih letih izkazala kot gonilo kluba, saj zahteva letenje proti toči poklicne pilote, s tem pa se je dvignil nivo letal kot tudi strokovni nivo pilotov, ki so letalsko aktivni v klubu, ter omogoča, da ima LCM neprimerno dražja, sposobnejša in močnejša letala za potrebe OPT kot katerikoli drug klub v soseščini.  
Arzenal ameriških letal v floti se je močno razširil, saj so bila domača in evropska letala manj dovršena in razen kar je bilo dodeljeno s strani vojske, se je vsa letala uvozilo iz ZDA.  

#### Letalska šola
Letalska šola je v tem obdobju delovala z iztrošenimi letali Aero 3 in jih je kasneje dopolnila z veliko boljšimi Piper Tomahawki, zadnja leta je dobila tudi neekonomično Utvo 75, kar je šolanje precej zakompliciralo in podražilo ter ga upočasnilo, kajti če se je kdo šolal na enem tipu letala in ni bilo plovno ni mogel leteti na drugem tipu letala. Utva 75 je bila dva in polkrat dražja, zato so se izogibali šolanja z njo. Veliko kandidatov je naredilo licenco a ni obvladovalo niti enega od letal na katerih so se šolali: Aero 3, Utva 75 ali Tomahawka, koncept bazičnega šolskega letala jim je bil tuj. Popolno šolanje je bilo mogoče le na letalih Tomahawk, ki so bili primerno opremljeni z radio navigacijo ADF, VOR in ILS za šolanje. Simulator letenja ni bil več uporaben, posluha za menjavo ni bilo. Šola ni sledila novitetam v razvoju avionike kot se je le-ta silovito razvijala v ZDA, jasnega koncepta šolanja z mešano šolsko floto ni bilo, ampak se je šolalo glede na trenutne prilike in razpoložljivost sredstev ter goriva in partijske odredbe, letenje določenih članov je imelo žal prednost pred šolanjem. Žal več generacij mariborskih kandidatov zaradi lahkomiselnosti, pomankanja znanja angleščine, pomanjkljive splošne ter strokovne letalske izobrazbe in pretiranega udejstvovanja v amaterskih zvrsteh letenja ni bilo sposobnih prestopiti iz amaterskega na profesionalni nivo delovanja v letalstvu brez katerega ni profesionalne pilotske kariere. Veliko mladih motornih pilotov, ki si je želelo leteti poklicno tudi ni ustrezalo družbenim kriterijem. 

#### Flota
V tem obdobju je LCM imel motorna letala: PA-18, PA-38, Citabiria, U-60, U-66, U-75, Aero 3, Ikarus Kurir, DR400-180R, C-206, PA-32 Cherokee Six in IFR simulator. Izkazalo se je, da so kovinska letala mnogo bolj vzdržljiva in niso izpostavljena tako hitremu propadanju zmaja kot se to dogaja na lesenih platnenih letalih. Zaradi dobrih izkušenj se je močno povečal delež ameriških letal, sovjetsko tehniko pa se je popolnoma opustilo. Posebno sta izstopala močnejša letala: Cessna 206 in Cherokee Six, drugi aeroklubi po državi niso imeli takšnih letal. 
| Letalo                     | Izvor       | Opomba                                                            | Vloga            |
| -------------------------- | ----------- | ----------------------------------------------------------------- | ---------------- |
| Ikarus Kurir               | Jugoslavija |                                                                   | padalci          |
| UTVA Aero 3                | Jugoslavija | YU-CWG (40121), YU-CXY (40163), YU-CZK (40205) nesreča 30.06.1979 | šolanje          |
| UTVA 60                    | Jugoslavija | YU-CBA, nesreča 20.06.1982                                        | padalci          |
| UTVA 66                    | Jugoslavija | YU-CDP                                                            | padalci          |
| UTVA 75                    | Jugoslavija | YU-DGL                                                            | šlep in šolanje  |
| Robin DR400                | Francija    | YU-CDB, nesreča 04.08.1987 Bovec                                  | šlep in rute     |
| American Champion Citabria | ZDA         | YU-CAV, nesreča 28.11.1977 & 1988                                 | šlep             |
| Piper PA-18 Super Cub      | ZDA         | YU-DCD                                                            | šlep             |
| Piper PA-32 Cherokee Six   | ZDA         | YU-BHM                                                            | rute in IFR      |
| Piper PA-38 Tomahawk       | ZDA         | YU-DDL, YU-DDK                                                    | šolanje          |
| AN-T-18 Simulator          | ZDA         |                                                                   | IFR              |
| Cessna 206 Turbo           | ZDA         | YU-DIJ                                                            | protitoči in IFR |

### V. Osamosvojitev Slovenije 1991-2013
Vojna za osamosvojitev Slovenije je zavrla letalsko dejavnost, k sreči pa med samo vojno Letalski center Maribor ni utrpel materialne škode. Nova slovenska zakonodaja, izguba financiranja s strani jugoslovanskega vojnega letalstva in oklevanje pri šolanju novih kandidatov po vojni, je povzročilo v začetnih letih po vojni znaten upad dejavnosti in praznino v generacijah. Razvoj LCM je tako bil pretežno odvisen od lastnih sredstev članov. Letni BDP na prebivalca je v tem obdobju padel zaradi jugoslovanskih vojn in izgube gospodarskih trgov iz 9000 USD na 4000 USD leta 1992 in se do leta 2008 dvignil do 18000 USD. Težave zaradi tranzicije, torej prehoda iz planskega v tržno gospodarstvo, so se v veliki meri odražale v ekonomsko in kulturno neprimerni sestavi delavskega članstva, ki ni bilo vajeno letno trošit vsaj nekaj tisoč DEM (Deutschmark) za plačevanje motornega naleta. Poleg tega letalski analfabeti niso sledili ameriške smernice razvoja generalnega letalstva in manjkalo je znanja o letalski avioniki, IFR letenje je bil tabu. Po osamosvojitvi je v članskih vrstah likvidnostno izrazito manjkalo premožnih mladostnikov, situiranih menedžerjev, zdravnikov, velikih obrtnikov, premožnih trgovcev in ostalih, ki bi bili vajeni znatno trošit za letenje za zabavo torej ljudi, ki so ekonomska hrptenica za preživetje kluba v tržnem gospodarstvu. Šolanje in letenje se je začelo plačevati po ceniku.   
Struktura članstva se je pričela spreminjati v prvi vrsti pri motornem letenju, ki je v največji meri odvisen od premoženjskega stanja posameznikov. Ekonomična učinkovitost letal je pričela pridobivat na pomenu. LCM se je z projektom OPT in letalskim servisom le s težavami prebijal skozi to obdobje in držal relativno mešano neefektivno floto letečo po svojih najboljših močeh v kolikor ni bilo zahtevanih večjih vlaganj, plovnost flote je bila nizka, denar pridobljen na projektih se je žal trošil za subvencioniranje naleta članov. Flotna sestava ni omogočala več dnevnega rutnega letenja izven meja države, kajti vsa letala so bila namenska ali pa so bila edina leteča za članski nalet. Klub je imel dva 6 seda ostali so bili 2 sedi, 4 sedežnega letala dolga leta v klubu ni bilo, Jugoslovanski Utvi 66 in 75 sta izčrpavali proračun kluba, nudili pa nista nič prihodka in ga pozicionirale v ekonomsko nekonkurenčen položaj na trgu. Nobeno letalo ni dosegalo praga odletenih ur za doseganje dobička. Avionika je postala izjemno zastarela, večina letal je imelo originalne več kot 30 let stare slabo vzdrževane letalske inštrumente, poznavanja razvoja avionike v ZDA in sledenju smernicam novitet praktično ni bilo. Za kvalitetne ameriške tovarniške remonte po večini ni bilo sredstev in so se delali v Evropi z večjimi ali manjšimi težavami, ki so se odražale z nižjo kvaliteto, saj nekateri motorji po remontu niso več zmogli priti na servisno višino. Določena letala so se zaradi finančnih in tehničnih težav upokojila. V nesreči se je izgubilo letalo Tomahawk S5-DBT, drugi se je nato prodal in sta se nadomestila z dvema Cessnama 152 z dolgim dosegom. Kupilo se je letalo Cessna 172N z STOL kitom, ki je doživela kasneje dve menjave požarnih sten in se ni obnesla. V zadnjih letih se je poskušalo uvesti v uporabo evropsko letalo Diamond DA20 Eclipse, ki pa ni bilo uspešno zaradi višje cene letenja in premalo robustnosti ter težav pri zlaganju v hangar ter vzdrževanja z priučeni pomožni mehaniki t.i. motoristi, ki so delali v servisu niso dosegali standarda zmožnosti vzdrževanja. Leta 2011 se je v smrtni nesreči v Slovenj Gradcu razbilo letalo Utva Aero 3, kar pokazuje da starodobniki niso varni za letenje v aeroklubu. Glede jadralne flote se je zgodila upokojitev treh kovinskih jadralnih letal Blanik L-13 oz. enega L-23, ker je leta 2011 prišlo do nesreče v Avstriji in neplovnosti letal in bi bilo potrebno narediti modifikacijo kril, kar je bilo ocenjeno kot predrago za zasnovo letala iz konca 1950ih in so se zatorej nadomestili z dvema mlajšima jadralnima letaloma Grob G-103 Twin II ACRO.  

#### Letalska šola
Letalska šola je imela izreden izpad kandidatov, saj se šolanje ni odvijalo redno, največje težave so bile z miselnim preskokom članov in vodstva na nove ekonomske razmere in selekcija po prejšnjih kriterijih ni obrodila sadov, ki bi omogočali normalno poslovanje. Staro socialistično članstvo se je oklepalo ekonomsko nedonosnih letal in ni dopustilo preliva finančno močnejšega članstva, ki bi delalo dobiček. Za šolanje se je uporabljalo letali Tomahawk, po nesreči enega v Slovenskih Konjicah se je drugi prodal in sta se nadomestila z dvema letaloma Cessna 152 dolgega dosega, kar se je potem skozi leta izkazalo, kot odlična flotna odločitev, saj je ekonomija z njimi bila dobičkonosnejša, lahko sta izvajali rutno letenje do 6h brez tankanja in podpirali največ komercialnih programov šolanja. Uredil se je tudi prepotreben simulator za IFR letenje: Jeppesen FS-200AC z letalom Cessna 206, ko se je simulator staral žal ni bilo posluha za vzdrževanje.  

#### Flota
V obdobju po osamosvojitvi je bila flota v slabem stanju, pričakovale so se nerealne donacije iz strani vojske do katerih nikoli ni prišlo. Flota je bila relativno neučinkovita, predvsem Utvi 75 in 66 sta izrazito praznili klubski rezervoar na odhodkovni strani na prihodkovni strani pa nista prinesla omembe vrednega deleža. Tomahawki so predstavljali hrptenico šole, dokler se ni eden razbil v konjicah in se je prešlo na donosnejše Cessna 152. V tem obdobju so bila v klubu naslednja letala: Utva 66, Utva 75, Utva Aero 3, Piper Super Cub, Piper Cherokee Six, Piper Tomahawka, Cessne 152, Cessna 172, Cessna 206, Commander 112A in simulator letenja Jeppesen FlitePro. 
| Letalo                      | Izvor       | Opomba                                                | Namen                                 |
| --------------------------- | ----------- | ----------------------------------------------------- | ------------------------------------- |
| UTVA Aero 3                 | Jugoslavija | YU-CPX/S5-MBB (40199) nesreča 09.09.2011              | starodobnik                           |
| UTVA 66                     | Jugoslavija | S5-DCP, glušnik 2000, upokojena 2003, vrnjena SV 2020 | padalci, obnovljena kot eksponat LJCE |
| UTVA 75                     | Jugoslavija | S5-DCI                                                | starodobnik                           |
| Diamond DA-20 Eclipse       | Avstrija    | S5-DRG kupljen 2011, prodan 2015                      | šolanje                               |
| Piper PA-18 Super Cub       | ZDA         | S5-DBV                                                | šlep                                  |
| Piper PA-32 Cherokee Six    | ZDA         | S5-DBW prodan 2012                                    | padalci                               |
| Piper PA-38 Tomahawk        | ZDA         | S5-DBU prodan 2003, S5-DBT nesreča LJSK 1998          | šolanje                               |
| Cessna 152 long range       | ZDA         | S5-DMG, S5-DMI                                        | šolanje                               |
| Cessna 172                  | ZDA         | S5-DEB                                                | obleti                                |
| Cessna 206 Turbo            | ZDA         | S5-DBS                                                | protitoči                             |
| Rockwell Commander 112      | ZDA         | S5-DGA kupljen 1997 prodan 2006                       | rute in IFR                           |
| Jeppesen FlitePro Simulator | ZDA         | Simulator Cessna 206                                  | IFR                                   |

### VI. Čas uveljavitve reform EU (od 2013)
LCM se je aktivno prenovil v smislu zakonodaje in sledenju uredbam novo ustanovljene EASE (European Aviation Safety Agency) Evropske agencije za varnost v letalstvu. Piloti so menjali licence. EASA je doprinesla k kvaliteti delovanja, prvič v letalski zgodovini smo postali enakopravni velikim evropskim deželam, čeprav enakopravnost zahteva dodatna finančna sredstva za urejanje vseh potrebnih dokumentov,  programov šolanja in plačila vseh odgovornih oseb ter inštruktorjev letenja. Komercialne dejavnosti obrambe proti toči in metanja padalcev se sme opravljati samo s poklicnimi piloti. Letenje znotraj Šengenskih meja EU je svobodno. Vsaka sekcija kluba je ekonomsko ločena od druge. LCM se kot največji slovenski aeroklub postavlja ob bok velikim evropskim aeroklubom: Milano in Barcelona. Velike reforme so znatno preoblikovale delovne procese, LCM se je uspel obdržati in celo rasti, za razliko od ostalih slovenskih klubov, ki so se podali v stagnacijo in zmanjševanje motornih flot. Kultura in potrebe članov so se spremenile, najcenejše letenje ni več pomenilo optimalno rešitev ampak so se člani začeli uporabljati tudi zmogljivejša letala, ki so dražja. Jadralno letenje je močno stagniralo zaradi šibkih potrošniških navad jadralcev in slabega poznavanja aktualne zakonodaje ter zastarele mentalitete svobodnega letenja brez pisanja ustrezne dokumentacije. Zanimanje za motorno letenje se je močno povečalo, poklicna sredina motornih pilotov se je okrepila, veliko zasebnih pilotov se je pričelo spogledovati z teorijo ATPL(A) in jo opravilo za nadgradnjo svojega znanja. IFR rating je postal cilj mnogih zasebnih pilotov, s tem se izkazujejo nove potrebe po resnem šolanju. 

Flotna sestava se je tudi spreminjala in sicer se je leta 2015 prodalo letalo Diamond DA20 Eclipse, saj klubskim potrebam ni ustrezal in je zaradi težav z vzdrževanjem in dobavo delov povzročal zastoje v šolanju, zamenjalo se ga je z klubskim letalom Cessna 172M. Padalska sekcija je leta 2015 kupila letalo Cessna 182P in pričela z šolanjem padalcev, tandemskimi skoki in skoki članov, kar je lep uspeh po več letni krizi brez lastnega namenskega padalskega letala. Leta 2019 se je od ameriškega vojaškega Coleman AeroClub kupila tretja Cessna 152 z long range rezervoarji, da se okrepi šolsko floto, ki je ključ pri razvoju mladih strokovnih kadrov, ki so gonilo letenja, tretja Cessna 152 je nalet teh dvosedov vzdignila za osupljivih 35%. Odprodalo se je letalo Cessna 172N s STOL kitom, saj se ni obnašalo sorodno družini C172. Leta 2020 je bila neleteča Utva 66 na pobudo članov vrnjena lastniku slovenski vojski, ki jo je rešila pred propadom in jo lepo obnovila ter jo razstavila na letališču Cerklje ob Krki. Leta 2020 se je v Angliji kupilo potovalno letalo Commander 114B, da se zadosti potrebam mlajših članov po udobnejšem hitrejšem letalu za namene trenažnega IFR letenja in rutnega letenja z avtopilotom izven meja Slovenije. Ob rekordnem letu 2022 se je pridružila četrta Cessna 152, ki je bila kupljena v Belgiji od aerokluba Aero-Kiewit. Leta 2023 je prispelo v LCM dolgo pričakovano dvomotorno batno letalo Cessna 340 za povečevanje odzivnosti in krepitve potrebe obrambe proti toči ter daljšega rutnega letenja, letalo C340A je prvo letalo LCM, ki v horizontalnem letu lahko drži hitrost preko 200 vozlov. V letu 2024 sposobnejšo letalo za protitočno obrambo Cessna 340 še niso uspeli registrirati, saj so prepočasni z administracijo. Glede jadralne flote je prišlo do množične upokojitve zastarelih ne certificiranih jadralnih letal: VUK-T,  SZD-41A Jantar Standard, kar je pripomoglo, da se je jadralna sekcija obdržala.
Po tehnični plati so se pričela vlaganja v sodobnejšo avioniko, retrofitiranje z GNSS sistemi, PFD, HSI, ADS-B tehnologijo in spogledovanje z PBN Performance Base Navigation IFR opremo ter prilaganja mlajšemu članstvu, ki hočejo višjo kvaliteto letenja, stekleni kokpit, licence in ratinge. Poenotenje tipov letal in kvalitetne avionike za IFR letenje ter upokojitev vseh ostalih letal, ki ne ustrezajo EASA zakonodaji ali so komercialno nedonosna. Avionika temelji na Garminu. Motorje Lycoming in Continental se pošilja na obnovo izključno v ZDA in ne evropskim podizvajalcem. 
V LCM so v obdobju po uveljavitvi evropske zakonodaje začeli prihajati člani iz celotne Slovenije, nekaj jih je tudi iz slovenske prestolnice, poleg tega pa tudi učenci iz sosednjih držav, celo Švice, Francije, Nemčije ter Bližnjega vzhoda. V klub jih je privabila organiziranost, dobri pogoji letenja in kvaliteta šolanja ter dejstvo, da smo od uvedbe zakonodaje EASA zanimivi za vse, ki želijo leteti v zračnem prostoru EU. 
V letih svetovne pandemije koronavirusa od marca 2020 do junija 2022 Letalski center Maribor ni utrpel padca naleta, saj so ljudje, ki so imeli dostop do letališča radi odšli sami v letalo in si malo oddahnili v zraku, število šolanja se je še dodatno okrepilo, skupni nalet motornih letal je presegel rekord. Inštruktorji letenja so neutrudno šolali nove motorne pilote. So se pa letala razkuževala pred in po letenju, promoviralo se je cepljenje in testiranje. Leta 2024 je LCM sodeloval z svojimi letali na prireditvi Flugtag Maribor, ki je potekala na Lentu. Novembra 2024 je strmoglavilo letalo Cessna 172M, vsi na letalu so umrli. Leta 2025 se je kupilo štirisedežno motorno letalo Tecnam P2010 S5-DRZ s steklenim kokpitom kot nadomestek Cessne 172.
Motorno letenje, ki je v Letalskem centru Maribor tradicionalno najbolj v ospredju je v zadnjem času pridobilo na pomenu, saj se najbolj sklada potrebam sodobnega človeka 21 stoletja in ima največje praktične transportne prednosti ter kot edino omogoča mladim nadgradnjo v karierno letalsko pot. Za razcvet motornega letenja so zaslužni predvsem mladi inštruktorji letenja in odgovorne osebe ATO, ki so omogočile razvoj kot tudi skokovit porast odletenih ur. Mlada generacija je drugačna, bolj studiozna, cilj jim je instrumentalno letenje, letenje z hitrimi letali z uvlačljivim podvozjem in letenje z več motornimi letali za lastno zabavo. LCM se je utrdil kot vodilni slovenski aeroklub po številu članov, kot tudi po svoji strokovnosti. Letno se v LCM odleti okoli 3 500 ur in opravi 10 000 poletov. Aktivnih je okoli 200 članov in število se povečuje.

#### Letalska šola
Letalska šola LCM je s svojimi strokovnimi kadri poklicnimi in prometnimi piloti pridobil programe šolanja po predpisih EASA in vzpostavil svoj ATO - Odobreno organizacijo za usposabljanje in obdržal svoj arzenal šolanja neokrnjen. Ukinjena je bila nacionalna šola po slovenskih predpisih za motorno in jadralno šolanje ter odprta nova šola po evropskih predpisih EASA. Nova ureditev komercialnih dejavnostih in letalske šole ATO temelji na skupini šest plačljivih nominiranih oseb in vsaka oseba modularno upravlja svoje naloge v procesu zagotavljanja kvalitetnega usposabljanja pilotov kar znatno povečuje letalsko varnost, to je največja sprememba v vodenju, ki temelji na zahodni družbi in onemogoča avtokratsko vodenje, na katerem je temeljil sistem v zgodovini, ukinila se je funkcija upravnik letalske šole, ker ena oseba skladno z zakonodajo tako velike organizacije ne sme upravljat. Vse osebe, ki delujejo v letalski šoli morejo biti vsako leto standardizirane in seznanjenje z zadnjo verzijo aktualnega operativnega priročnika in priročnikov za usposabljanje. Struktura delovanja letalske šole je postala vedno bolj podobna profesionalni letalski družbi, kot pa amaterskem aeroklubu, ki so ga bili vajeni člani. V tem obdobju se je izšolalo veliko poklicnih mladih inštruktorjev letenja, ki so naredili izjemen porast naleta. Veliko perspektivnih mladih se je z lastnimi družinskimi sredstvi ponovno pričelo šolati z namenom profesionalnega letenja v letalskih družba. Z flotnim managementom se je prišlo, do strokovne rešitve, da je pomembna standardizacija flote na iste tipe šolskih letal. Bazično floto šolskih letal sestavljajo štiri preizkušene Cessne 152, ki omogočajo neprekinjeno šolanje in so zelo ekonomične. 152-ke z retrofitiranimi novimi standardiziranimi inštrumenti so tudi sodobno opremljene z GNSS, PFD in HSI ter omogočajo šolanje: PPL, NVFR, FI(A) in A-UPRT skupaj ti dvosedi odšolajo krepko preko 1000 ur letno. Letalska šola zaradi ekonomskih interesov sodeluje poslovno z oddajo letal z partnerskimi šolami, s čimer se izboljšuje ekonomija flote. V letu 2022 so trije inštruktorji letenja po dolgih desetletjih obudili formacijsko letenje z letali Cessna 152, odleteli so 30 ur treninga, leteli so trojko in skupino poimenovali šolska krila, saj se izvaja s šolskimi letali. Uspešno so opravili tudi več nastopov na različnih prireditvah . V letu 2023 se je kupilo letalo Cessna 340 za šolanje na večmotornih letalih in okrepitev letalske obrambe proti toči. V tem času je nalet nekoliko upadel zaradi odhoda profesionalnih inštruktorjev v letalske družbe, saj jim aeroklub ni nudil stabilnih pogojev. Leta 2024 se je v maju zgodila nesreča med šolanjem z letalom S5-DMI, ki je padlo na stezo v Mariboru poškodovanih ni bilo. Letalska šola ATO je ustavila šolanje zaradi pomanjkanja ustreznega kadra, ustanovila se je Letalska šola DTO z skrčenimi programi, nalet je padel.      

#### Flota
Standardizacije flote na letala Cessna je imela za posledico odlične prehodnosti med letali. Nakup kompleksnega potovalnega letala Commander 114B je prinesel velik skok v zmogljivosti. Povečanje števila letal C152 je izrazito povečal produktivnost letalske šole. V tem obdobju so bila v klubu naslednja letala: Cessna 152, Cessna 172, Tecnam P2010, Cessna 182, Cessna 206, Cessna 340, Commander 114B, Piper PA-18.
| Letalo                | Izvor       | Opomba | Vloga                     |
| --------------------- | ----------- | --- | ------------------------- |
| UTVA 75               | Jugoslavija | S5-DCI, 2022 upokojena                                                                                         | eksponat                  |
| UTVA 66               | Jugoslavija | S5-DCP, 2020 vrnjena SV                                                                                        | eksponat                  |
| Piper PA-18 Super Cub | ZDA         | S5-DBV | šlep                      |
| Cessna 152            | ZDA         | S5-DMG, S5-DMI, nesreča 28.5.2024 S5-DLC (N93637, PH-AWA) kupljena 2019, S5-DLD (N95992, OO-KWP) kupljena 2022 | šolanje in IFR            |
| Cessna 172            | ZDA         | S5-DLM (9A-DVT) kupljena 2015, smrtna nesreča 17.11.2024 S5-DEB prodana 2019                                   | obleti                    |
| Tecnam P2010          | Italija     | S5-DRZ kupljen 2025                                                                                            | obleti                    |
| Cessna 182            | ZDA         | OE-DGA kupljena 2015                                                                                           | padalci                   |
| Cessna 206 Turbo      | ZDA         | S5-DBS | protitoči in IFR          |
| Cessna 340A           | ZDA         | S5-DRE (N1230V, JY-AFG, G-HAFG) kupljena 2023                                                                  | šolanje, protitoči in IFR |
| Commander 114B        | ZDA         | S5-DRM (N6107Y, G-OECM) kupljen 2020                                                                           | rute in IFR               |
| Diamond DA-20 Eclipse | Avstrija    | S5-DRG prodan 2015 (se ni obnesel)                                                                             | šolanje                   |

### Kronološki pregled predsednikov in upravnikov društva
Ob koncu zapisov o letanju je primerno, da naštejemo dosedanje predsednike in upravnike. Morda je kakšno ime izpadlo, vendar ne namenoma, temveč zaradi pomanjkanja arhivskih podatkov. Dolžina vztrajanja na vodilnem položaju predsednika (ki je bilo vseskozi ljubiteljsko) in zasedanja mesta upravnika društva oz. letalske šole (ki je bilo pretežno profesionalno) je bila različna od nekaj mesecev do nekaj let. Upravniki so bili nekoč profesionalni piloti vodje šole, ta vloga se je spremenila v administrativne delavce. Funkcijo upravljanja šole danes vodijo profesionalni piloti z ustrezno letalsko izobrazbo.

#### Predsedniki:
Dr. Josip Tominšek, Dr. Horvat, Branko Ivanuš, Karel Reberšek, Štefan Pavšič, Vlado Krivanek, Peter Kociper, Ivan Vizjak, Jože Kuntner, Milan Podkrižnik, Gabrijel Jesenšek, Stane Benčič, Anton Malek, Borut Kulovec, Marko Medved, Dr. Stane Kodrin, Edi Muršec, Ivan Trojner, Andrej Gregorič, Jernej Vaupotič, Filip Tobias, Stanko Kranjc, Viljem Kolar. 

#### Upravniki:
Drago Munda, Franc Breznik, Nikola Stanković, Vlado Krivanek, Franc Bračič, Anton Malek, Ivan Puhlin, Milivoj Belančić, Franc Mordej, Anton Rajšp, Danilo Šeško, Franc Rozman, Stanko Veber, Oto Verbančič, Franc Šporn, Vladimir Kočevar, Edi Muršec, Rudi Erjavec, Edi Vrečko, Zoran Gradišnik, Danilo Kovač, Simona Potočnik, Nejc Jurčec.